# Juni 2007
Dit artikel geeft een chronologisch overzicht van belangrijke gebeurtenissen per dag in de maand juni van het jaar 2007.

## Gebeurtenissen

### 1 juni
- De Grote Donorshow van BNN blijkt in scène te zijn gezet om het tekort aan orgaandonoren aan de kaak te stellen. Wikinieuws
- Ex-generaal Zdravko Tolimir, een van de hoofdverdachten van het Srebrenica-bloedbad van 1995, wordt na zijn arrestatie overgebracht naar het Joegoslavië-tribunaal in Den Haag. Wikinieuws
- Vanwege alle verwikkelingen die bij drie in Amsterdam gevestigde islamitische basisscholen gaande zijn, besluit staatssecretaris van Onderwijs Sharon Dijksma deze met ingang van het nieuwe schooljaar geen subsidie meer te geven.

### 2 juni
- De Chinese vicepremier Huang Ju overlijdt aan kanker. Huang, een oudgediende in de Chinese politiek, nam sinds maart 2006 geen officiële functies meer waar.

### 3 juni
- Volgens de Amerikaanse Academie van Wetenschappen gaat het slechter met de opwarming van de Aarde dan gedacht. De zeespiegel stijgt tweemaal sneller, het Noordpoolijs smelt driemaal sneller en broeikasgassen nemen driemaal sneller toe. Opkomende economieën, zoals China, worden als schuldigen aangewezen.
- In Suriname zijn 24 nieuwe soorten dieren ontdekt; het gaat om vissen, insecten en een kikkersoort.
- Pater Karel Houben wordt door paus Benedictus XVI in Vaticaanstad heilig verklaard. Tienduizenden mensen – onder wie zeker 600 uit Nederlands Limburg – wonen de plechtigheid bij op het Sint-Pietersplein.
- Een aardbeving met een kracht van 6,4 treft de zuidwestelijke Chinese provincie Yunnan. Er worden drie doden en driehonderd gewonden gemeld.
- De Russische pianiste Anna Vinnitskaya wint de Belgische Koningin Elisabethwedstrijd voor haar uitvoeringen van Beethoven, Gálvez-Taroncher en Prokofjev.

### 4 juni
- De Duitse stad Rostock is al dagen het toneel van zo nu en dan hevige rellen, veroorzaakt door een deel van de demonstranten die betogen tegen de komende G8-top die op 6 juni van start gaat in het nabijgelegen Heiligendamm.
- SNS REAAL neemt AXA Nederland over (onderdeel van de Franse verzekeringsmaatschappij AXA) en betaalt daarvoor 1,75 miljard euro. Hierdoor stijgt haar marktaandeel tot boven de negen procent en wordt zij wat betreft grootte de vijfde verzekeringsmaatschappij in Nederland.
- Het dreigement van de Russische president Vladimir Poetin dat hij wapens op Europa gaat richten als de Verenigde Staten doorgaan met hun raketschildplan valt niet in goede aarde bij de NAVO. Poetins woordvoerder zwakt diens woorden later af.

### 5 juni
- De Hoge Raad der Nederlanden zal in de Deventer moordzaak zelf eerst getuigen horen alvorens te beslissen over een herzieningsverzoek, een vrij unieke handelwijze voor de Hoge Raad.
- De Super-cyclonische storm Gonu, de zwaarste tropische cycloon die ooit in de Arabische Zee is waargenomen, landt in Oman daarbij tientallen doden veroorzakend.

### 6 juni
- Het wetenschappelijke tijdschrift Nature meldt een enorme doorbraak in de kennis omtrent de genetica achter zeven veelvoorkomende ziekten. Er zijn diverse nieuwe genetische varianten voor onder meer depressie, hoge bloeddruk, reumatische artritis en diabetes gevonden.

### 7 juni
- De deelnemende landen aan de G8-top in de Duitse badplaats Heiligendamm komen overeen dat de uitstoot van broeikasgassen over de gehele wereld aanzienlijk moet worden teruggedrongen maar leggen zich niet vast op een hard cijfer.

### 8 juni
- Nederland krijgt 's avonds met zeer veel bliksemontladingen te maken; iets dergelijks komt gemiddeld slechts eenmaal per jaar voor. De oorzaak is het warme weer van de dagen hiervoor. Eén persoon wordt door de bliksem gedood.
- Op voorstel van de Europese Commissie besluiten alle Europese telecombedrijven dat er één telefoonnummer, 116000, komt waar de vermissing van kinderen kan worden gemeld. Zodoende hoopt men te voorkomen dat met name in de eerste uren na een vermissing kostbare tijd verloren gaat.
- De Spaanse premier José Luis Rodríguez Zapatero geeft toe dat hij korte tijd op hoog niveau onderhandelde met de Baskische afscheidingsbeweging ETA. De ETA zou daarbij onacceptabele eisen hebben gesteld. Zapatero brak de gesprekken af nadat een ETA-autobom in december twee mensen had gedood op het vliegveld van Madrid.

### 9 juni
- De Anglicaanse Kerk overweegt juridische stappen tegen Sony, omdat dit bedrijf zonder toestemming het interieur van de kathedraal van Manchester gebruikt als locatie voor een zeer gewelddadige scène van de PlayStation-wargame Resistance: Fall of Man, waarin honderden virtuele vijanden worden gedood. Van het spel zijn al een miljoen exemplaren verkocht. Sony dacht dat alle rechten geregeld waren.

### 10 juni
- 10 juni - Tijdens de eerste shuttlevlucht van 2007 wordt de space shuttle Atlantis om 19:38 uur (GMT) op een hoogte van 354 km boven het westen van de Grote Oceaan met succes gekoppeld aan het internationale ruimtestation ISS. Een bij de lancering van vrijdag opgelopen beschadiging aan het hitteschild zal in de ruimte worden gerepareerd.
- De eerste ronde van de Franse parlementsverkiezingen wordt met bijna 40% van de stemmen overtuigend gewonnen door de UMP van de nieuwbakken staatspresident Nicolas Sarkozy. De PS van Ségolène Royal is met krap 25% de grote verliezer. Uit een tweede verkiezingsronde op 17 juni moet de uiteindelijke zetelverdeling blijken.
- In België worden federale verkiezingen gehouden voor de senaat en het parlement. In Vlaanderen verliezen de paarse regeringspartijen fors, en winnen vooral het kartel CD&V/N-VA van Yves Leterme (+8 zetels) en de nieuwe Lijst Dedecker (5 zetels). In Franstalig België verliest vooral de PS (-8 zetels).

### 11 juni
- In het Lukasziekenhuis in Apeldoorn breekt een brand uit waarbij vier etages moeten worden ontruimd.
- Het overlijden van de Amerikaanse filosoof Richard Rorty wordt bekendgemaakt. Rorty overleed op 8 juni. Hij was een aanhanger van het pragmatisme en wordt gezien als postmodern filosoof.

### 12 juni
- Het Joegoslavië-tribunaal in Den Haag veroordeelt de voormalige Servische rebellenleider Milan Martić (52) tot 35 jaar cel voor het vermoorden, vervolgen en etnisch zuiveren van Kroaten en andere niet-Serviërs tijdens zijn leiderschap over de zelfverklaarde Republiek van Servisch Krajina, begin jaren negentig in Kroatië. Zijn veroordeling geldt tevens een raketaanval op de Kroatische hoofdstad Zagreb, in 1995.
- In een sloppenwijk van de havenstad Chittagong in Bangladesh komen minstens 79 mensen om door modderstromen van een door zware moessonregens gedeeltelijk ingestorte heuvel. De politie verwacht dat nog veel meer mensen zijn bedolven onder de tonnen kolkende modder die over de wijk spoelden, nadat in enkele uren meer dan 20 cm regen was gevallen.
- Ehud Barak (65) is met ruim 51 procent van de stemmen tot partijleider van de Arbeidspartij gekozen. Hij volgt daarmee Amir Peretz op die vanwege zijn verlies zijn ministerschap in de regering-Olmert zal opgeven.

### 13 juni
- Shimon Peres (83) van Kadima is tot president van Israël verkozen; hij kreeg de helft van de stemmen in de Knesset, waarna de twee andere kandidaten zich terugtrokken. Eerder was hij onder meer al premier. Hij volgt Moshe Katsav op, die van frauduleuze en seksuele misdrijven wordt beschuldigd.
- In de Volksrepubliek China is het skelet van Gigantoraptor ontdekt, een wat betreft grootte met Tyrannosaurus rex vergelijkbare dinosauriër, die onder meer veren en een snavel had.
- Het Libanese parlementslid Walid Eido (65), zijn zoon, twee lijfwachten en zes omstanders worden gedood door een autobom op de boulevard van Beiroet.

### 14 juni
- James Seale (71), een voormalig lid van de Ku Klux Klan, wordt na 43 jaar door een Amerikaanse jury in Jackson (Mississippi) schuldig bevonden aan ontvoering en samenzwering in verband met de moord in 1964 op de negentienjarige zwarte tieners Charles Eddie Moore en Henry Hezekiah Dee. Bij de straftoewijzing, in augustus, staat hem levenslang te wachten.
- Na vijf dagen van hevige strijd tussen aanhangers van Fatah en Hamas, waarbij meer dan honderd Palestijnen de dood vinden, verovert Hamas de controle over de volledige Gazastrook. Mahmoud Abbas, president van de Palestijnse Autoriteit en tevens leider van Fatah, ontbindt de regering van nationale eenheid en roept de noodtoestand uit, maar beschikt niet over de middelen die ook daadwerkelijk uit te voeren. Premier Ismail Haniya (Hamas) negeert de besluiten dan ook en regeert gewoon door. Fatah vormt enkel nog een machtsfactor op de Westelijke Jordaanoever.
- In Nederland vallen 's middags en 's avonds uitzonderlijk zware regenbuien, waarbij hier en daar tot zeventig liter neerslag per vierkante meter valt. Vooral Drenthe heeft het zwaar te verduren omdat daar sprake is van een valwind/downburst waardoor onder meer veel bomen omwaaien. Zo gaat in Emmen de gemeenteraadsvergadering niet door omdat plafonddelen instorten, en in Hoogeveen wordt 280 millimeter neerslag per uur gemeten, wat 120 mm méér is dan het gebruikelijke maximum voor zeer zware buien.
- De Vlaamse professor Catherine Verfaillie krijgt de volle steun van het wetenschappelijke tijdschrift Nature voor haar publicatie over stamcellenonderzoek op beenmerg, terwijl een ander wetenschapstijdschrift, New Scientist, dit eerst nog wraakte.
- De zorgverzekeraars Achmea en Agis Zorgverzekeringen maken bekend te gaan fuseren waardoor zij de grootste Nederlandse zorgverzekeraar zullen worden met bij elkaar 4,7 miljoen verzekerden. Agis wordt een zelfstandig deel van Achmea.
- Bert van Marwijk tekent een tweejarig contract als trainer-coach van het Feyenoord.

### 15 juni
- In Tarin Kowt, de hoofdstad van Uruzgan, komen de twintigjarige Nederlandse militair Timo Smeehuijzen (20) en negen Afghanen, waaronder zeven kinderen, door een zelfmoordaanslag om het leven.
- De president van de Palestijnse Autoriteit Mahmoud Abbas benoemt minister van Financiën Salam Fayyad (54, Derde Weg Partij) tot premier. Huidig premier Ismail Haniya van Hamas erkent deze benoeming niet en beschouwt zichzelf nog steeds als de rechtmatige minister-president.
- Rusland waarschuwt de NAVO dat het zijn deelname aan het Verdrag over Conventionele Troepen in Europa (CFE) mogelijk bevriest na het vastlopen van de herzieningsonderhandelingen. Volgens het Kremlin is het verdrag ter beperking van niet-nucleaire wapens achterhaald en bemoeilijkt het troepenverplaatsingen over eigen grondgebied.

### 16 juni
- Na een bouwtijd van tien jaar wordt in Barendrecht de Betuweroute door koningin Beatrix geopend.

### 17 juni
- In het district Zarghun Shah van de Oost-Afghaanse provincie Paktika worden bij een luchtaanval op een vermoedelijke schuilplaats van Al Qaida een onbekend aantal strijders en zeven kinderen gedood.
- In de tweede ronde van de Franse parlementsverkiezingen behaalt het UMP van president Nicolas Sarkozy de absolute meerderheid. Tweede wordt de Parti Socialiste die minder verliest dan was verwacht. Wikinieuws

### 18 juni
- Sergeant-majoor Jos Leunissen (44) komt om bij een ongeval tijdens gevechten rond de stad Chora in de Afghaanse provincie Uruzgan. Drie andere Nederlandse militairen raken gewond.
- De Knesset stemt in met de benoeming van Ehud Barak (65) tot de nieuwe Israëlische minister van Defensie; vanaf deze datum is diens benoeming van kracht. Op 15 juni werd hij door premier Ehud Olmert als opvolger van de zwaar bekritiseerde Amir Peretz op deze post benoemd. Zowel Barak als Peretz zijn lid van de Israëlische Partij van de Arbeid.

### 19 juni
- In Frankrijk wordt na het aftreden van minister Alain Juppé, hij behaalde geen zetel in de Assemblée Nationale, het eerste kabinet-Fillon na één maand regeren vervangen door het tweede kabinet-Fillon.

### 20 juni
- Roel Janssen ontvangt voor zijn boek De tiende vrouw de Gouden Strop 2007, de prijs voor het beste spannende boek in het Nederlands.

### 21 juni
- Bij een basisschool in Apeldoorn wordt Gert Nijkamp, een 47-jarige Apeldoorner doodgeschoten, nadat hij zijn zesjarige zoontje naar school heeft gebracht. De schutter weet op een scooter te ontkomen.

### 22 juni
- Na door het Europees Hof van Justitie te zijn terechtgewezen, zal de Nederlandse regering voortaan bij asielaanvragen uitdrukkelijker erop letten of iemand deel uitmaakt van een onderdrukte groep. Aanleiding hiertoe was de kwestie van een Somalische asielaanvrager die in zijn land van herkomst tot een dergelijke groep behoort.

### 23 juni
- Jong Oranje wint het Europees kampioenschap voetbal onder 21.
- 's Ochtends vroeg wordt een akkoord bereikt over de invoering van een nieuw Europees verdrag. Dit dient ter vervanging van de Europese grondwet, die door een aantal landen, waaronder Nederland en Frankrijk, is afgewezen.

### 24 juni
- Ali Hassan al-Majid, beter bekend onder de naam Ali Chemicali, wordt ter dood veroordeeld vanwege zijn betrokkenheid bij de Al-Anfal-campagne.
- Thailand gaat een financieel onderzoek instellen naar oud-premier Thaksin Shinawatra omdat deze de Britse voetbalclub Manchester City FC wil kopen en zijn tegoeden dertien dagen geleden zijn bevroren. Op 21 juni besloot Thailand hem reeds te vervolgen vanwege vermeende corruptie met de aan-/verkoop van grond en op 19 juni werd hij opgeroepen naar Thailand terug te keren om zich te verantwoorden over een miljoenenzwendel met aandelen.

### 25 juni
- De Amerikaanse bankier en politicus Robert Zoellick (53) wordt tot de nieuwe president van de Wereldbank benoemd. Hij volgt Paul Wolfowitz op die vanwege een financieel schandaal moet vertrekken.
- De Canadese professioneel worstelaar Chris Benoit (40) en gezin worden dood aangetroffen in hun huis in het Amerikaanse Fayetteville, Georgia. Benoit had over een periode van twee dagen zijn vrouw en zoon verhangen en pleegde op 24 juni zelfmoord.

### 26 juni
- De CIA, de buitenlandse inlichtingendienst van de Verenigde Staten, geeft honderden geheime documenten vrij. Veel wat erin staat, was reeds min of meer bekend.
- In Engeland en Wales moeten vanwege een zeer grote regenval, de zwaarste sinds tientallen jaren, enkele duizenden personen worden geëvacueerd. Zuidoostelijk Europa heeft al ruim een week te lijden van een hittegolf met hier en daar temperaturen van boven de veertig graden, waardoor reeds meer dan veertig personen zijn omgekomen. Zuid-Afrika heeft daarentegen te kampen met een tweede koudegolf - de vorige van een maand geleden leverde recordlage temperaturen op met plaatselijk min negen graden Celsius - die gepaard gaat met veel sneeuwval, een zeldzaamheid in dit land. Wikinieuws
- Vlaams minister-president Yves Leterme en Vlaams minister van Welzijn Inge Vervotte nemen ontslag uit hun functie om zich volledig te concentreren op de kabinetsformatie op federaal niveau. De Vlaamse regering wordt aangevuld met de ministers Hilde Crevits (40) en Steven Vanackere (43) en met de nieuwe minister-president Kris Peeters (45). Wikinieuws

### 27 juni
- De Egyptische egyptoloog Zahi Hawass maakt officieel bekend dat een in 1903 gevonden mummie door middel van DNA-onderzoek en een tand als de vrouwelijke farao Hatsjepsoet is geïdentificeerd.
- Gordon Brown (56) neemt het premierschap van het Verenigd Koninkrijk over van Tony Blair, die speciaal gezant voor het Midden-Oosten wordt. Beide politici zijn van de Labour Party. Wikinieuws

### 28 juni
- De Israëlische president Moshe Katsav (61) heeft op eigen verzoek een overeenkomst met justitie gesloten waarin hij schuld aan ongewenste intimiteiten bekent maar niet verder wordt vervolgd voor aanranding en verkrachting. Katsav zal een voorwaardelijke celstraf worden opgelegd, schadevergoedingen aan de gedupeerde vrouwen betalen en onmiddellijk zijn ambt neerleggen waardoor hij een riant pensioen misloopt.
- De nieuwe Vlaamse minister-president Kris Peeters (45) legt de eed af in de handen van koning Albert II, ook al ligt deze herstellend van een heupoperatie in een ziekenhuisbed. De Belgische koning brak op 26 juni namelijk de hals van zijn dijbeen. Wikinieuws

### 29 juni
- Guillaume Soro (35), premier van Ivoorkust sinds 4 april 2007, overleeft een aanslag op zijn vliegtuig bij de landing in Bouake. Drie medewerkers komen om het leven.
- Bij een drukbezochte nachtclub in het hart van Londen wordt in de vroege ochtend een autobom ontdekt, die door de politie onschadelijk wordt gemaakt. Een ontploffing zou veel slachtoffers hebben gemaakt, aldus Scotland Yard. Later op de dag wordt in een tweede auto een soortgelijke bom ontdekt.Wikinieuws

### 30 juni
- Het Verenigd Koninkrijk kondigt de hoogste fase van het terreur-alarm af nadat een brandende jeep een terminal van Glasgow International Airport is binnengereden (dit wordt door de Britse autoriteiten als een mogelijke aanslag opgevat) en de dag tevoren twee bomaanslagen zijn verijdeld. Wikinieuws
- In New York staan om 18.00 uur plaatselijke tijd zeker 600 mensen in de rij voor twee Apple-winkels om de eerste iPhones te bemachtigen. Bij een van de twee klinkt luid gejuich als eindelijk de deuren opengaan. Soortgelijke taferelen spelen zich vervolgens overal in de VS af. Later dit jaar komt iPhone naar Europa en in 2008 ook naar Azië.

<< · januari · februari · maart · april · mei · juni · juli · augustus · september · oktober · november · december · >>